# Nekonvenční ropa

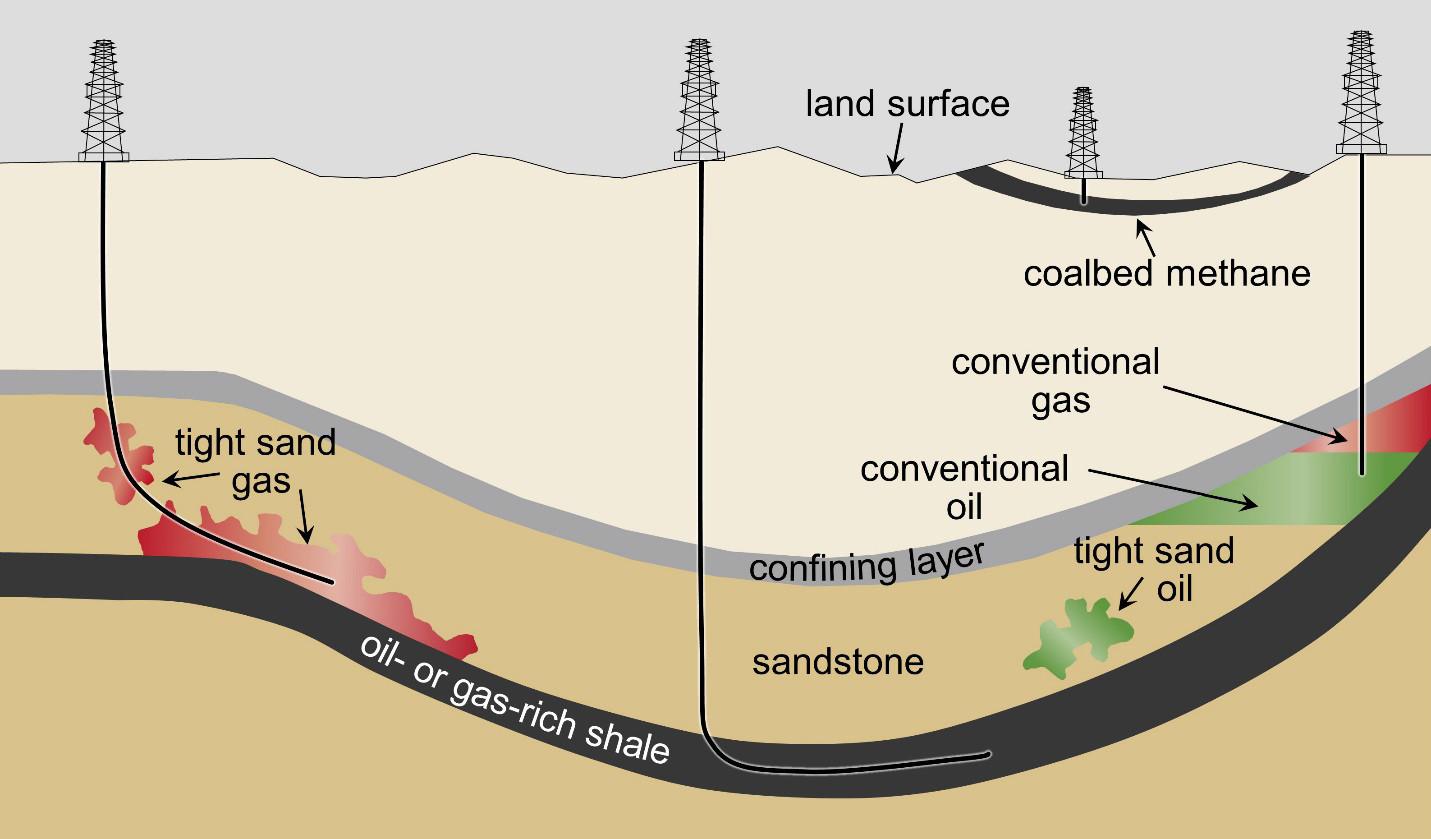
Schematické znázornění uložení konvenčních a nekonvenčních zdrojů ropy a plynu. Břidlicová ropa (shale oil) je produkována z ropných břidlic (oil shale), zatímco LTO (light tight oil) z těsného pískovce (tight sandstone).

Nekonvenční ropa je ropa získávaná jinými než tradičními těžebními metodami. V současnosti je nekonvenční ropná produkce finančně a energeticky nákladnější a některé typy mají závažnější ekologické důsledky než tradiční těžba ropy. Její zdroje jsou dehtové písky, ropné břidlice, biopaliva, termální depolymerizace organické hmoty a přeměna uhlí nebo zemního plynu na kapalné uhlovodíky Fischer-Tropschovou syntézou. Tyto nekonvenční zdroje ropy budou pravděpodobně v budoucnosti hrát větší úlohu než dnes, vzhledem k tomu, že světové zásoby ropy jsou konečné.

## Dehtové písky
Dehtové písky obsahují živice, které se dají transportovat ropovodem buď smícháním s běžnou ropou, nebo jejich rozštěpením pomocí krakování. Hlavní naleziště jsou v Kanadě a ve Venezuele. Jejich objem je dvakrát větší než současné známé zásoby klasické ropy, ale jak velké procento z nich půjde vytěžit, je zatím sporné. Hlubinná těžba dehtových písků je velmi energeticky náročná.

## Ropné břidlice
Ropné břidlice jsou usazené horniny obsahující kerogen, který může být přeměněn na ropu pyrolýzou. Během pyrolýzy je ropná břidlice zahřívána na 450–500 °C bez přístupu kyslíku. Odhaduje se, že jejich světové zásoby jsou porovnatelné se zásobami klasické ropy. Estonsko, Rusko, Brazílie a Čína v současnosti ropné břidlice těží, ale jejich produkce klesá z ekonomických a ekologických důvodů.[zdroj?] Energetický zisk u všech dosavadních metod přeměny na ropu je bohužel téměř nulový a navíc vznikají jedovaté, těžko odstranitelné odpady.[zdroj?]

## Horniny
Ropa získávaná z hornin jako je pískovec se nazývá lehký topný olej ("LTO", "light tight oil"), která bývá nesprávně označovaná jako břidlicová ropa. Těžba LTO v USA v posledních letech prudce roste a bude nadále v USA převažovat nad dalšími zdroji nekonvenční ropy.

## Kapalná biopaliva
Kapalná biopaliva jako bionafta a bioetanol jsou paliva získávaná z rostlin, např. z řepky nebo cukrové třtiny.

## Termální depolymerizace
Termální depolymerizace je nová metoda, pomocí které se dají štěpit komplexní organické materiály, nejčastěji biomasa, ale i plastový odpad nebo čistírenské odpadní kaly.

## Přeměna uhlí a zemního plynu
Přeměna uhlí a zemního plynu má potenciál poskytovat velké množství nekonvenční ropy. Nacistické Německo během druhé světové války a Jihoafrická republika za apartheidu vyráběly většinu své ropy z uhlí. O této metodě se také uvažuje v případě velmi odlehlých nalezišť zemního plynu, čímž by se snížily náklady na jeho transport.